# Pozorrubielos de la Mancha
Pozorrubielos de la Mancha – gmina w Hiszpanii, w prowincji Cuenca, w Kastylii-La Mancha, o powierzchni 73,58 km². W 2011 roku gmina liczyła 288 mieszkańców.